# 22403 Manjitludher
22403 Manjitludher è un asteroide della fascia principale. Scoperto nel 1995, presenta un'orbita caratterizzata da un semiasse maggiore pari a 2,3180909 UA e da un'eccentricità di 0,2177328, inclinata di 25,96157° rispetto all'eclittica.